# Gianni Schicchi
Gianni Schicchi es una ópera cómica en un acto con música de Giacomo Puccini y libreto en italiano de Giovacchino Forzano, compuesta en 1917-18.
Es la tercera y última de las óperas (precedida por Il tabarro y Suor Angelica) que conforman El tríptico (Il trittico). Cada una de las tres óperas de El tríptico sería una alegoría de una de las partes de la Divina comedia, de Dante. Gianni Schicchi se correspondería con el Cielo. Se estrenó junto a las otras dos, en la ópera del Metropolitan Opera House de Nueva York el 14 de diciembre de 1918. Aunque sigue siendo interpretada con una de las otras óperas del tríptico, o con las dos, Gianni Schicchi es actualmente representada con más frecuencia en solitario o con óperas breves de otros compositores.

## Historia

### Composición
Las óperas en un acto se habían hecho populares en Italia, después de la competición de 1890 patrocinada por el editor Edoardo Sonzogno para la mejor de tales obras, que había producido la Cavalleria rusticana de Pietro Mascagni. Puccini había considerado desde hacía tiempo un conjunto de óperas en un solo acto, para ser representadas en una única tarde. Giulio Ricordi se oponía firmemente convencido de que sería caro de producir. Ante esta oposición, y faltándole temas adecuados, fue demorando el proyecto. Sin embargo, para el año 1916 Puccini había terminado la tragedia en un solo acto Il tabarro y, después de considerar varias ideas, empezó a trabajar al año siguiente en la ópera religiosa y solemne, íntegramente femenina Suor Angelica. Tras acabar Suor Angelica en septiembre de 1917, Puccini volvió toda su atención a Gianni Schicchi, aunque las noticias de la guerra y la epidemia de gripe de 1918, en la que Puccini perdió una hermana, lo distrajeron de la obra. El primer borrador se acabó el 20 de abril de 1918; Puccini siguió puliendo la obra en el verano de 1918. Gianni Schicchi, una comedia, completa el tríptico con un mayor contraste de tono. La partitura combina elementos del estilo moderno de Puccini de disonancia armónica con pasajes líricos que recuerdan a Rossini, y ha sido alabada por su inventiva e imaginación.
Según Burton Fisher, Puccini y Forzano tomaron prestados muchos elementos de la tradición de la commedia dell'arte en Gianni Schicchi. El propio Schicchi recuerda al pícaro Arlequín (aunque otros autores sostienen que recuerda más bien a Brighella), mientras que su hija Lauretta, cuyo romance casi se ve frustrado por los parientes de Buoso, recuerda a Colombina. Simone sigue el modelo de Pantalón, mientras que el empobrecido Betto recuerda al bufón Zany. El doctor Spinelloccio recuerda al doctor clásico de la commedia dell'arte, Balanzone, incluso en su origen boloñés. El moro cuya muerte atemoriza momentáneamente a los parientes, y su capitán son personajes tipo de la commedia dell'arte.

## Representaciones

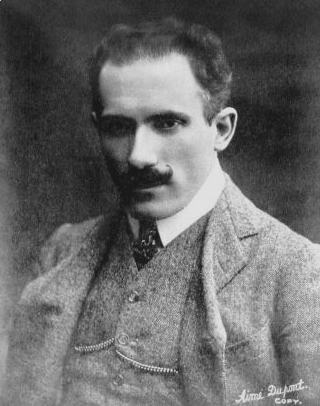
Arturo Toscanini, cuya elección para dirigir el estreno británico de Il trittico fue vetada por Puccini.

Cuando Il trittico estuvo terminado, Puccini tuvo que decidir dónde estrenarlo. En 1918, viajar era arriesgado e inseguro. Puccini recibió una oferta de Buenos Aires; la rechazó porque no deseaba tener un estreno mundial tan complejo en ultramar estando él ausente. A pesar de todo, estuvo de acuerdo en que se llevara a cabo por la Metropolitan Opera House de Nueva York sin su presencia. Sin embargo, envió instrucciones al director sobre cómo interpretarla. Gianni Schicchi al final fue la última ópera terminada por Puccini.
Cuando Il trittico se estrenó en la Metropolitan Opera de Nueva York el 14 de diciembre de 1918, con Roberto Moranzoni dirigiendo, Gianni Schicchi se convirtió en un éxito inmediato, mientras que las otras dos óperas fueron recibidas con menor entusiasmo. Gianni Schicchi fue, en palabras del crítico del New York Tribune, "recibido con un estrepitoso placer". En el Evening Sun, W.J. Henderson la llamó "uno de las más deliciosas piezas nunca representadas en la escena del Met". La indudable "perla de la velada", dijo, fue el aria de Lauretta que, a pesar de un anuncio público prohibiendo bises, fue repetida gracias a la insistencia popular. El único cantante que apareció en las tres obras fue la soprano estadounidense Marie Tiffany, quien interpretó a uno de los amantes de Il tabarro, una hermana lega en Suor Angelica, y Nella en Gianni Schicchi. Il trittico
El estreno italiano, más importante para Puccini que el de Nueva York, tuvo lugar el 11 de enero de 1919. Gianni Schicchi de nuevo fue recibido cálidamente, más que las otras dos óperas de Il trittico. Entre aquellos insatisfechos por el tríptico estuvo el amigo de Puccini, el director Arturo Toscanini, quien estaba entre el público del estreno en Roma. Toscanini se disgustó por el verismo de Il tabarro, y dejó la representación después de que el telón cayera por vez primera. Esto causó problemas en su relación con Puccini, quien afirmó que no permitiría a "este dios" dirigir el estreno en Londres, aunque los dos se reconciliaron después. También en Londres, donde se estrenó el 18 de junio de 1920 (Covent Garden) sólo Gianni Schicchi tuvo una cálida recepción. Esto llevó a presiones comerciales para que se abandonasen los elementos menos exitosos. Aunque con criterios artísticos Puccini se opuso a representar las tres obras por separado, para el año 1920 dio su consentimiento renuente. 
Desde entonces, Gianni Schicchi se ha convertido en la parte más representada de Il trittico y ha sido ampliamente grabada. Entre los cantantes asociados con el rol, Tito Gobbi fue particularmente destacado en los años cincuenta y sesenta. Esta ópera, separada de las otras dos de Il trittico, se encuentra entre las más representadas del repertorio; en las estadísticas de Operabase aparece la n.º 43 de las cien óperas más representadas en el período 2005-2010, siendo la 24.ª en Italia y la sexta de Puccini, con 97 representaciones.

## Personajes

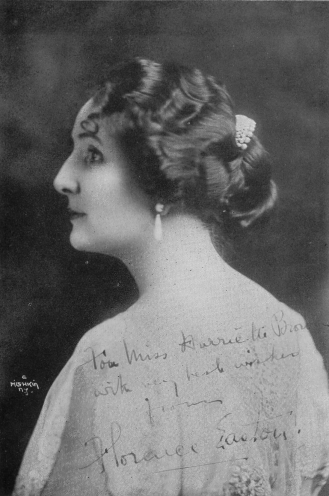
Florence Easton, quien cantó Lauretta en el estreno mundial de Gianni Schicchi, 14 de diciembre de 1918.

| Personaje                                                              | Tesitura        | Elenco del estreno, 14 de diciembre de 1918 (Director: Roberto Moranzoni) |
| ---------------------------------------------------------------------- | --------------- | ------------------------------------------------------------------------- |
| Gianni Schicchi (50 años)                                              | barítono        | Giuseppe De Luca                                                          |
| Lauretta, su hija (21 años)                                            | soprano         | Florence Easton                                                           |
| Zita, prima de Buoso Donati (60 años)                                  | contralto       | Kathleen Howard                                                           |
| Rinuccio, sobrino de Zita (24 años)                                    | tenor           | Giulio Crimi                                                              |
| Gherardo, sobrino de Buoso (40 años)                                   | tenor           | Angelo Badà                                                               |
| Nella, esposa de Gherardo (34 años)                                    | soprano         | Marie Tiffany                                                             |
| Gherardino, su hijo (7 años)                                           | soprano o tiple | Mario Malatesta                                                           |
| Betto di Signa, cuñado de Buoso, pobre y mal vestido, de edad incierta | bajo            | Paolo Ananian                                                             |
| Simone, primo de Buoso (70 años)                                       | bajo            | Adamo Didur                                                               |
| Marco, hijo de Simone (45 años)                                        | barítono        | Louis D'Angelo                                                            |
| La Ciesca, esposa de Marco (38 años)                                   | mezzosoprano    | Marie Sundelius                                                           |
| Maestro Spinelloccio, un doctor                                        | bajo            | Pompilio Malatesta                                                        |
| Ser Amantio di Nicolao, un notario                                     | barítono        | Andrés de Segurola                                                        |
| Pinellino, un zapatero                                                 | bajo            | Vincenzo Reschiglian                                                      |
| Guccio, un lavandero                                                   | bajo            | Carl Schlegel                                                             |

## Argumento
El argumento se basa en un nombre que aparece en el canto XXX del Infierno de la Divina Comedia, como uno de los personajes en el infierno. Pero el fundamento de la trama de la ópera de Puccini es, sin embargo, un comentario anónimo florentino sobre la Divina Comedia de Dante publicado en 1866, que aclara esa breve referencia en la obra de Dante. No se conocen los detalles de la vida de Gianni Schicchi, que fue un personaje real que vivió en el siglo XIII en Florencia, pero por el comentario anterior y otros adicionales, Gianni Schicchi fue famoso por su capacidad de suplantación de personas, y por ello fue al infierno. 
La acción transcurre en Florencia en 1299.
Buoso Donati ha muerto en su cama. Su familia le llora melodramáticamente, hasta que se enteran del rumor de que Donati habría dejado todo su dinero al monasterio local en su testamento. Empiezan a buscar frenéticamente el testamento. Rinuccio, su sobrino, lo encuentra, pero se niega a dárselo a su tía Zita hasta que su tía acepte una condición: si el testamento es favorable a la familia, ella debe permitirle casarse con la hija de Schicchi, Lauretta. Después de aceptar, la tía toma el testamento, y manda a buscar a Schicchi. Pero cuando el testamento confirma el rumor, todos se ponen furiosos y se niegan a permitir que Rinuccio se case.
¿Qué se puede hacer? Schicchi y Lauretta llegan entonces, y son recibidos fríamente. Rinuccio insiste en que Schicchi puede resolver el problema, y le dejan de mala gana que lo intente. Schicchi envía a su hija lejos. Después de oír que nadie más sabe de la muerte de Donati, le dice al doctor, cuando llega, que Donati se encuentra mejor y que sus servicios no son necesarios. Rinuccio corre a buscar al notario. Schicchi reemplazará a Donati y dictará un nuevo testamento. Los familiares se ponen de acuerdo sobre la repartición de las propiedades de Donati, excepto en cuanto a la mula, los molinos y la casa (los mejores bienes del finado). Los familiares acuerdan dejar a Schicchi que decida quién heredará esos bienes, pero todos vuelven para tratar de sobornarle, cada uno en su favor. Schicchi les recuerda en una hermosa aria el castigo por suplantación. El notario llega entonces y Schicchi se otorga en el testamento la mula, los molinos y la casa a sí mismo, ante la furia de los familiares, que nada pueden hacer por temor al castigo nombrado por Schicchi. Cuando el notario se va, Schicchi despide a todos y los familiares sin nada que hacer deben retirarse de la nueva casa de Schicchi. En cuanto a Lauretta, como ahora tiene una dote, no hay obstáculo para su matrimonio con Rinuccio. Schicchi al final pide la indulgencia del público en forma de aplauso.

## Arias y números musicales
Aunque la partitura está elaborada como un continuo musical, dentro de la estructura general pueden identificarse varios números dentro de la ópera; cuatro solos dados a los tres personajes principales, un trío y un breve dúo de amor. Sólo el aria de Lauretta O mio babbino caro, la pieza más conocida, puede separarse de su contexto y puede cantarse como pieza de concierto.
| Primeros versos | Interpretada por       |
| --- | ---------------------- |
| Avete torto! (que lleva a) Firenze è come un albero fiorito "¡Estás equivocado!", seguido por "Florencia es como un árbol en flor" | Rinuccio               |
| O mio babbino caro "Oh, mi querido papá"                                                                                           | Lauretta               |
| Ah, che zucconi! Si corre dal notaio... "¡Oh, qué bobos! Id corriendo al notario..."                                               | Gianni Schicchi        |
| Trío: Spogliati, bambolino "Desvístete, muchacho"                                                                                  | Nella, La Ciesca, Zita |
| Prima un avvertimento "Antes, una advertencia"                                                                                     | Gianni Schicchi        |
| Dúo: Lauretta mia, staremo sempre qui! "Lauretta mía, aquí estaremos siempre"                                                      | Rinuccio, Lauretta     |

## Grabaciones
A pesar de su popularidad como obra escénica, no hubo grabación disponible de Gianni Schicchi hasta después de la Segunda Guerra Mundial, un abandono descrito por un crítico de Gramophone como "extraordinario". Una de las primeras grabaciones fue una interpretación retransmitida por la Radio de Turín en 1950 dirigida por Alfredo Simonetto, que fue alabada por su vivaz presentación pero considerada por el crítico Philip Hope-Wallace una "pieza de grabación demasiada mala para ser recomendada". Por contraste, la grabación de 1958 dirigida por Gabriele Santini, con un reparto que incluía a Tito Gobbi y Victoria de los Ángeles, aún se sigue considerando 50 años después como una interpretación clásica, con el canto de Gobbi como un estándar raramente igualado. Entre las grabaciones más recientes, la del Trittico completo con la Orquesta Sinfónica de Londres bajo la batuta de Antonio Pappano (1998) ha sido generalmente recomendada. Hay numerosas grabaciones en video disponibles.